# 西府村
西府村（にしふむら）とは、神奈川県、東京府、東京都北多摩郡にあった村。現在は東京都府中市西部に位置する。
府中市の地名として現存するほか、2009年に開業した西府駅の駅名に採用されている（同駅は現行の府中市西府町には所在しない）。

## 沿革
- 1889年（明治22年）4月1日 - 町村制の施行に伴い、本宿村、中河原村、四ッ谷村が合併して発足。初代村長は、内藤清兵衛。
- 1893年（明治26年）4月1日 - 東京府へ移管。
- 1929年（昭和4年）12月11日 - 南武鉄道の屋敷分駅（現分倍河原駅） - 立川駅間の開通時に西府停留場が開業（現在の西府駅とは別）。
- 1943年（昭和18年）7月1日 - 東京都制施行。
- 1944年（昭和19年）4月1日 - 南武鉄道の国有化に伴い、西府停留場が廃止。
- 1954年（昭和29年）4月1日 - 府中町、多磨村と合併し、府中市を新設。同日西府村廃止。

## 行政
歴代村長
- 内藤清兵衛　1889年6月〜1893年6月
- 市川藤朗 1893年6月〜1894年11月
- 内藤次左衛門 1894年11月〜1902年12月
- 内藤信吉 1902年12月〜1930年10月
- 土方平右衛門　1930年11月〜1932年4月
- 松本晋 1932年4月〜1946年11月
- 松村敬一郎　1947年4月〜1954年3月

## 交通

### 鉄道
- 国鉄（現・JR東日本）
  - 南武線：村域内を通過しているが、本村の廃止時に駅は存在しなかった。
  - 武蔵野線貨物支線（下河原線）：下河原駅（1976年〈昭和51年〉廃止）
- 京王帝都電鉄（現・京王電鉄）
  - 京王線：中河原駅

南武線の西府駅は2009年（平成21年）開業。

### 道路
- 甲州街道
- 鎌倉街道